# 李勇 (1948年生の政治家)
李勇（り ゆう、Li Yong、1948年 - ）は、中華人民共和国の政治家、漢民族、中国人民政治協商会議第11期委員。
李富春と蔡暢の孫にあたる。1985年から1989年にかけて、趙紫陽の軍事担当の秘書となり、後には天津経済技術開発区管理委員会主任となって、さらに開発区保税区労働委員会の副書記を担当した。2008年、第11期の全国政協委員に当選し、経済界を代表して第34組に入り、さらに経済委員会などを担当した。